# Nowe Draganie
Nowe Draganie – wieś w Polsce położona w województwie mazowieckim, w powiecie płockim, w gminie Stara Biała.
W latach 1975–1998 miejscowość administracyjnie należała do województwa płockiego.
Najprawdopodobniej nazwa wsi pochodzi od osiadłej na tych terenach kawalerii zwanej dragonami w latach 20. XVII wieku.